# Gouvernement Koizumi I
86e cabinet
(Yoshirō Mori) 88e cabinet
(Jun'ichirō Koizumi)
Le gouvernement Koizumi I (第1次 小泉 内閣, Dai-ichiji Koizumi Naikaku) était le 87e cabinet (第87代 内閣, dai-hachi-jū-shichi-dai Naikaku) de l'empire du Japon et le premier dirigé par le Premier ministre Jun'ichirō Koizumi. Il est nommé le 26 avril 2001 à la suite de l'élection de Koizumi deux jours auparavant à la présidence du Parti libéral-démocrate (PLD, centre droit), majoritaire à la Diète, sur un programme très libéral de réformes structurelles tant du parti (avec la promesse de lutter contre le poids des factions internes), de l'administration d'État et de l'économie. Il maintient la coalition gouvernementale sortante formée avec le Nouveau Kōmeitō (centre confessionnel d'inspiration bouddhiste) et le Parti conservateur (droite). Il succède à Yoshirō Mori qui avait annoncé sa démission le 20 avril en raison d'une très forte impopularité.  
Le nouveau Premier ministre s'attache alors à symboliser sa volonté de réforme dans la constitution même de son Cabinet. En effet, celui-ci se démarque de ses prédécesseurs par le nombre de ses membres PLD n'appartenant à aucune faction (en comptant Koizumi, 5 ministres sur les 14 issus du parti sont dans ce cas, alors qu'il n'y en avait qu'un sur 16 dans le précédent gouvernement), par sa forte représentation féminine (elles sont 5 sur 18, un record, dont les deux premières femmes à accéder à la tête d'un ministère régalien au Japon : la populaire et important soutien de Koizumi lors de sa campagne Makiko Tanaka aux Affaires étrangères, et Mayumi Moriyama, vétéran de la vie politique japonaise, à la Justice) et de « techniciens » indépendants issus de la société civile (ils sont 3 sur 18 à ne pas être parlementaires, à savoir l'ancienne diplomate et ministre de l'Environnement du gouvernement précédent, reconduite dans ses fonctions, Yoriko Kawaguchi, la directrice générale du Musée national de l'Art occidental de Tokyo Atsuko Toyama nommée à l'Éducation et à la Culture et l'économiste libéral Heizō Takenaka à la politique économique et fiscale). Il conserve toutefois de la précédente administration sept ministres sur dix-sept (Toranosuke Katayama aux Affaires intérieures, Chikara Sakaguchi à la Santé, Takeo Hiranuma à l'Économie, Chikage Ōgi au Territoire et aux Transports, Yoriko Kawaguchi à l'Environnement, Yasuo Fukuda au secrétariat général du Cabinet et Hakuo Yanagisawa au Secteur financier). La personnalité de Jun'ichirō Koizumi, décomplexée et à l'aise avec les médias, et son discours dur à l'égard des anciennes pratiques de la majorité lui valent, à lui et à son gouvernement, une solide popularité. Un sondage réalisé le 30 avril 2001 pour le quotidien Asahi Shinbun montre que 78 % des personnes interrogées approuvent le nouveau cabinet, soit le plus fort taux de satisfaction jamais obtenu par un exécutif tout juste nommé dans toute l'histoire du Japon, tandis que le taux d'approbation du Premier ministre atteint les 85 % dans une étude menée pour le Yomiuri Shinbun le 29 mai suivant. Ce que les commentateurs appellent à l'époque la « tornade Koizumi » (小泉旋風, Koizumi Senfū) permet au PLD d'obtenir une victoire assez importante lors du renouvellement de la moitié de la Chambre des conseillers du 29 juillet 2001. En effet, le parti majoritaire réunit 41 % des suffrages au vote majoritaire plurinominal et 38,6 % à la proportionnelle nationale et obtient 64 sièges sur les 121 à pourvoir, augmentant ainsi le groupe libéral-démocrate au sein de la chambre haute de la Diète (qui s'établit désormais à 111 conseillers sur 247) de 8 personnes et faisant oublier les mauvais résultats du scrutin précédent en 1998. Il est néanmoins forcé dès le 30 janvier 2002 de pousser à la démission l'un des piliers de son gouvernement, la populaire ministre des Affaires étrangères Makiko Tanaka, critiquée notamment au sein de la majorité pour des relations difficiles avec l'administration de son ministère, une controverse l'opposant à l'un de ses vice-ministres et plusieurs dérapages verbaux (elle avait notamment traité le président américain George W. Bush de « trou du cul » lors d'un voyage aux États-Unis en juin 2001). Elle est remplacée par Yoriko Kawaguchi, qui elle-même laisse le portefeuille de l'Environnement à Hiroshi Ōki. 
Ce gouvernement est remanié à deux reprises. Le premier a lieu le 30 septembre 2002 alors que Jun'ichirō Koizumi et son administration doivent faire face à une importante et durable crise économique et bancaire liée au nombre trop important de prêts non profitables émis depuis la fin des années 1990. Pour le Premier ministre, ce remaniement a pour but « d'avancer et d'accélérer les réformes structurelles encore plus fermement » et de « convaincre la population et les marchés tant à l'intérieur qu'à l'étranger que le gouvernement et la Banque du Japon font ensemble des efforts concrets pour s'occuper des prêts non performants ». Ainsi, le réformateur Heizō Takenaka se voit charger tout particulièrement de cette question en héritant du portefeuille des services financiers en plus de ses attributions précédentes. Six ministres sur dix-sept quittent le gouvernement et six font leur entrée, les onze autres conservant leur poste (notamment ceux des Affaires intérieures à Toranosuke Katayama, la Justice à Mayumi Moriyama, les Affaires étrangères à Yoriko Kawaguchi, les Finances à Masajūrō Shiokawa, l'Éducation à Atsuko Tōyama, l'Économie à Takeo Hiranuma ou le Secrétariat général du Cabinet à Yasuo Fukuda). Le second remaniement, plus important, est opéré le 22 septembre 2003, soit deux jours après la nette réélection de Jun'ichirō Koizumi à la tête du PLD pour un mandat de trois ans. Il remplace notamment au ministère des Finances Masajūrō Shiokawa, jugé trop conservateur et critique envers la politique bancaire de Heizō Takenaka, par le président de la commission de la Sécurité publique Sadakazu Tanigaki, partisan de la rigueur budgétaire prônée par Koizumi sans qu'elle ait été mise en place pour l'instant, et au ministère de l'Économie, du Commerce et de l'Industrie Takeo Hiranuma, opposant à la privatisation de la poste qui avait démissionné quelques jours plus tôt en annonçant sa décision de ne pas voter pour Koizumi à la présidence du parti, par le libre-échangiste Shōichi Nakagawa. Il conserve en revanche les plus fervents réformateurs, dont Heizō Takenaka ou Nobuteru Ishihara qui passe de la Dérégulation aux Transports et donc prend en charge la réforme autoroutière, et les responsables de la politique étrangère et de la défense, respectivement Yoriko Kawaguchi et le jeune « faucon » Shigeru Ishiba. Il dissout la Chambre des représentants le 10 octobre suivant afin de confirmer le choix du PLD par le vote des électeurs lors des législatives anticipées du 9 novembre.

## Composition

### Premier ministre
| fonction         | Personnalité       | Parti | Faction    | Diète        | Circonscription                       |
| ---------------- | ------------------ | ----- | ---------- | ------------ | ------------------------------------- |
| Premier ministre | Jun'ichirō Koizumi | PLD   | (Seiwakai) | Représentant | Préfecture de Kanagawa (11e district) |

### Composition initiale (du26 avril 2001au30 septembre 2002)
Les ministres maintenus à leur poste sont indiqués en gras, ceux changeant d'attribution en italique. 

#### Ministres, chefs d'un ministère
| fonction | Personnalité                                                                                            | Parti   | Faction   | Diète                        | Circonscription                                 |
| --- | --- | ------- | --------- | ---------------------------- | ----------------------------------------------- |
| Ministre de la Gestion publique, des Affaires intérieures, des Postes et Télécommunications                         | Toranosuke Katayama                                                                                     | PLD     | Heiseikai | Conseiller                   | Okayama                                         |
| Ministre de la Justice                                                                                              | Mayumi Moriyama                                                                                         | PLD     | Banchō    | Représentante                | Nord-Kantō (proportionnelle)                    |
| Ministre des Affaires étrangères                                                                                    | Makiko Tanaka (jusqu'au 30/01/2002) Koizumi (intérim 30/01-01/02/2002) Yoriko Kawaguchi (du 01/02/2002) | PLD     | -         | Représentante Représentant - | Niigata (5e district) Kanagawa (11e district) - |
| Ministre des Finances                                                                                               | Masajūrō Shiokawa                                                                                       | PLD     | Seiwakai  | Représentant                 | Ōsaka (13e district)                            |
| Ministre de l'Éducation, de la Culture, des Sports, des Sciences et de la Technologie                               | Atsuko Tōyama                                                                                           | -       | -         | -                            | -                                               |
| Ministre de la Santé, du Travail et des Affaires sociales                                                           | Chikara Sakaguchi                                                                                       | Kōmeitō | -         | Représentant                 | Tōkai (proportionnelle)                         |
| Ministre de l'Agriculture, des Forêts et de la Pêche                                                                | Tsutomu Takebe                                                                                          | PLD     | Kinmirai  | Représentant                 | Hokkaidō (12e district)                         |
| Ministre de l'Économie, du Commerce et de l'Industrie également chargé de l'Exposition universelle                  | Takeo Hiranuma                                                                                          | PLD     | Shisuikai | Représentant                 | Okayama (3e district)                           |
| Ministre du Territoire, des Infrastructures et des Transports également chargée de la Délocalisation de la capitale | Chikage Ōgi                                                                                             | PC      | -         | Conseillère                  | Proportionnelle nationale                       |
| Ministre de l'Environnement également chargée des Problèmes environnementaux mondiaux                               | Yoriko Kawaguchi (jusqu'au 08/02/2002) Hiroshi Ōki (du 08/02/2002)                                      | PLD     | -         | - Représentant               | - Aichi (8e district)                           |

#### Chef du secrétariat et du bureau du Cabinet
| fonction                                                                 | Personnalité | Parti | Faction  | Diète        | Circonscription     |
| ------------------------------------------------------------------------ | ------------ | ----- | -------- | ------------ | ------------------- |
| Secrétaire général du Cabinet Ministre d'État pour l'Égalité des chances | Yasuo Fukuda | PLD   | Seiwakai | Représentant | Gunma (4e district) |

#### Ministres d'État ne dirigeant pas un ministère
| fonction | Personnalité      | Parti | Faction             | Diète        | Circonscription              |
| --- | ----------------- | ----- | ------------------- | ------------ | ---------------------------- |
| Ministre d'État, Président de la Commission nationale de sécurité publique Ministre d'État à la Gestion des catastrophes | Jin Murai         | PLD   | -                   | Représentant | Nagano (2e district)         |
| Directeur de l'Agence de Défense du Japon                                                                                | Gen Nakatani      | PLD   | Kōchikai (Katō)     | Représentant | Kōchi (2e district)          |
| Ministre d'État pour Okinawa et les Territoires du Nord et la Politique scientifique et technologique                    | Kōji Omi          | PLD   | Seiwakai            | Représentant | Nord-Kantō (proportionnelle) |
| Ministre d'État pour les Services financiers                                                                             | Hakuo Yanagisawa  | PLD   | Kōchikai (Horiuchi) | Représentant | Shizuoka (3e district)       |
| Ministre d'État pour la Politique économique et fiscale également chargé des Technologies de l'information               | Heizō Takenaka    | -     | -                   | -            | -                            |
| Ministre d'État pour la Réforme réglementaire également chargé de la Réforme administrative                              | Nobuteru Ishihara | PLD   | -                   | Représentant | Tōkyō (8e district)          |

### À la suite du premier remaniement (du30 septembre 2002au22 septembre 2003)
Les ministres maintenus à leur poste sont indiqués en gras.

#### Ministres, chefs d'un ministère
| fonction | Personnalité                                                    | Parti       | Faction             | Diète         | Circonscription                              |
| --- | --------------------------------------------------------------- | ----------- | ------------------- | ------------- | -------------------------------------------- |
| Ministre de la Gestion publique, des Affaires intérieures, des Postes et Télécommunications                         | Toranosuke Katayama                                             | PLD         | Heiseikai           | Conseiller    | Okayama                                      |
| Ministre de la Justice                                                                                              | Mayumi Moriyama                                                 | PLD         | Banchō              | Représentante | Nord-Kantō (proportionnelle)                 |
| Ministre des Affaires étrangères                                                                                    | Yoriko Kawaguchi                                                | PLD         | -                   | -             | -                                            |
| Ministre des Finances                                                                                               | Masajūrō Shiokawa                                               | PLD         | Seiwakai            | Représentant  | Ōsaka (13e district)                         |
| Ministre de l'Éducation, de la Culture, des Sports, des Sciences et de la Technologie                               | Atsuko Tōyama                                                   | -           | -                   | -             | -                                            |
| Ministre de la Santé, du Travail et des Affaires sociales                                                           | Chikara Sakaguchi                                               | Kōmeitō     | -                   | Représentant  | Tōkai (proportionnelle)                      |
| Ministre de l'Agriculture, des Forêts et de la Pêche                                                                | Tadamori Ōshima (au 01/04/2003) Yoshiyuki Kamei (du 01/04/2002) | PLD         | Banchō Kinmirai     | Représentants | Aomori (3e district) Kanagawa (16e district) |
| Ministre de l'Économie, du Commerce et de l'Industrie également chargé de l'Exposition universelle                  | Takeo Hiranuma                                                  | PLD         | Shisuikai           | Représentant  | Okayama (3e district)                        |
| Ministre du Territoire, des Infrastructures et des Transports également chargée de la Délocalisation de la capitale | Chikage Ōgi                                                     | PC puis NPC | -                   | Conseillère   | Proportionnelle nationale                    |
| Ministre de l'Environnement également chargée des Problèmes environnementaux mondiaux                               | Shunichi Suzuki                                                 | PLD         | Kōchikai (Horiuchi) | Représentant  | Iwate (2e district)                          |

#### Chef du secrétariat et du bureau du Cabinet
| fonction                                                                 | Personnalité | Parti | Faction  | Diète        | Circonscription     |
| ------------------------------------------------------------------------ | ------------ | ----- | -------- | ------------ | ------------------- |
| Secrétaire général du Cabinet Ministre d'État pour l'Égalité des chances | Yasuo Fukuda | PLD   | Seiwakai | Représentant | Gunma (4e district) |

#### Ministres d'État ne dirigeant pas un ministère
| fonction | Personnalité      | Parti      | Faction                     | Diète        | Circonscription        |
| --- | ----------------- | ---------- | --------------------------- | ------------ | ---------------------- |
| Ministre d'État, Président de la Commission nationale de sécurité publique Ministre d'État pour la Commission de la Sécurité alimentaire Ministre d'État pour la Corporation de revitalisation industrielle (à partir du 08/11/2002) | Sadakazu Tanigaki | PLD        | Kōchikai (Tanigaki/ex-Katō) | Représentant | Kyōto (5e district)    |
| Directeur de l'Agence de Défense du Japon | Shigeru Ishiba    | PLD        | Heiseikai                   | Représentant | Tottori (1er district) |
| Ministre d'État pour Okinawa et les Territoires du Nord, la Protection des données et la Politique scientifique et technologique également chargé des Technologies de l'information                                                  | Hiroyuki Hosoda   | PLD        | Seiwakai                    | Représentant | Shimane (1er district) |
| Ministre d'État pour les Services financiers et la Politique économique et fiscale | Heizō Takenaka    | - puis PLD | -                           | -            | -                      |
| Ministre d'État pour la Réforme réglementaire également chargé de la Réforme administrative | Nobuteru Ishihara | PLD        | -                           | Représentant | Tōkyō (8e district)    |
| Ministre d'État à la Gestion des catastrophes et à la Réforme structurelle des zones spéciales | Yoshitada Kōnoike | PLD        | Taiyūkai                    | Conseiller   | Hyōgo                  |

### À la suite du deuxième remaniement (du22 septembreau19 novembre 2003)
Les ministres maintenus à leur poste sont indiqués en gras, et ceux changeant d'attribution en italique.  

#### Ministres, chefs d'un ministère
| fonction | Personnalité      | Parti   | Faction             | Diète         | Circonscription           |
| --- | ----------------- | ------- | ------------------- | ------------- | ------------------------- |
| Ministre de la Gestion publique, des Affaires intérieures, des Postes et Télécommunications                                       | Tarō Asō          | PLD     | Taiyūkai            | Représentant  | Fukuoka (8e district)     |
| Ministre de la Justice | Daizō Nozawa      | PLD     | Seiwakai            | Conseiller    | Proportionnelle nationale |
| Ministre des Affaires étrangères                                                                                                  | Yoriko Kawaguchi  | PLD     | -                   | -             | -                         |
| Ministre des Finances | Sadakazu Tanigaki | PLD     | Kōchikai (Tanigaki) | Représentant  | Kyōto (5e district)       |
| Ministre de l'Éducation, de la Culture, des Sports, des Sciences et de la Technologie                                             | Takeo Kawamura    | PLD     | Shisuikai           | Représentant  | Yamaguchi (3e district)   |
| Ministre de la Santé, du Travail et des Affaires sociales                                                                         | Chikara Sakaguchi | Kōmeitō | -                   | Représentant  | Tōkai (proportionnelle)   |
| Ministre de l'Agriculture, des Forêts et de la Pêche                                                                              | Yoshiyuki Kamei   | PLD     | Kinmirai            | Représentant  | Kanagawa (16e district)   |
| Ministre de l'Économie, du Commerce et de l'Industrie également chargé de l'Exposition universelle                                | Shōichi Nakagawa  | PLD     | Shisuikai           | Représentant  | Hokkaidō (11e district)   |
| Ministre du Territoire, des Infrastructures et des Transports également chargé de la Délocalisation de la capitale et du Tourisme | Nobuteru Ishihara | PLD     | -                   | Représentant  | Tōkyō (8e district)       |
| Ministre de l'Environnement également chargée des Problèmes environnementaux mondiaux                                             | Yuriko Koike      | PLD     | Seiwakai            | Représentante | Hyōgo (6e district)       |

#### Chef du secrétariat et du bureau du Cabinet
| fonction                                                                 | Personnalité | Parti | Faction  | Diète        | Circonscription     |
| ------------------------------------------------------------------------ | ------------ | ----- | -------- | ------------ | ------------------- |
| Secrétaire général du Cabinet Ministre d'État pour l'Égalité des chances | Yasuo Fukuda | PLD   | Seiwakai | Représentant | Gunma (4e district) |

#### Ministres d'État ne dirigeant pas un ministère
| fonction | Personnalité      | Parti | Faction             | Diète        | Circonscription           |
| --- | ----------------- | ----- | ------------------- | ------------ | ------------------------- |
| Ministre d'État, Présidente de la Commission nationale de sécurité publique Ministre d'État au Développement de la Jeunesse, à la Baisse de la natalité et à la Sécurité alimentaire                                           | Kiyoko Ono        | PLD   | Shisuikai           | Conseillère  | Proportionnelle nationale |
| Directeur de l'Agence de Défense du Japon | Shigeru Ishiba    | PLD   | Heiseikai           | Représentant | Tottori (1er district)    |
| Ministre d'État pour Okinawa et les Territoires du Nord, la Protection des données et la Politique scientifique et technologique également chargé des Technologies de l'information                                            | Toshimitsu Motegi | PLD   | Heiseikai           | Représentant | Tochigi (5e district)     |
| Ministre d'État pour les Services financiers, la Politique économique et fiscale | Heizō Takenaka    | PLD   | -                   | -            | -                         |
| Ministre d'État pour la Réforme réglementaire et la Corporation de revitalisation industrielle également chargé de la Réforme administrative, de la Réforme structurelle des zones spéciales et de la Revitalisation régionale | Kazuyoshi Kaneko  | PLD   | Kōchikai (Horiuchi) | Représentant | Gifu (4e district)        |
| Ministre d'État à la Gestion des catastrophes également chargé de la législation des urgences nationales | Ki'ichi Inōe      | NPC   | -                   | Représentant | Hyōgo (4e district)       |